# Feydrasi Fu Afrikan Srananman
Feydrasi Fu Afrikan Srananman (FFAS), vertaald: Federatie van Afro-Surinamers, is een Surinaamse belangenorganisatie.
FFAS werd op opgericht tijdens de Ketikoti-viering van 1 juli 1996, 133 jaar na de afschaffing van de slavernij.  De voorzitter van de organisatie is de landbouwkundige Iwan Wijngaarde.
De organisatie richt zich op de sociaal-culturele en economische vooruitgang van Afro-Surinamers. Ze organiseert de Afro Dei, voorheen Blakaman Dei, die jaarlijks op wisselende plaatsen in Suriname wordt gehouden. In 2014 nam de organisatie het Switi watra-ritueel op het Onafhankelijkheidsplein in Paramaribo over, dat in de jaren ervoor werd gehouden door Elly Purperhart. Jaarlijks legt de organisatie op 1 juli de krans bij het monument van Kwakoe.